# SenterNovem

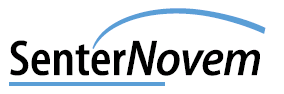
Logo van SenterNovem.

SenterNovem was een agentschap van het ministerie van Economische Zaken. SenterNovem ontstond op 1 mei 2004 door de fusie van de twee Agentschappen Novem (Nederlandse Organisatie voor Energie en Milieu) en  Senter.
SenterNovem werkte met name in opdracht van het ministerie van VROM en het ministerie van Economische Zaken en voerde overheidsbeleid uit rond de onderwerpen innovatie, energie & klimaat en milieu & leefomgeving.
Bij SenterNovem werkten circa 1.800 mensen en de organisatie had vestigingen in Den Haag, Utrecht, Zwolle en Sittard.
Jaarlijks organiseerde SenterNovem het evenement KansRijk en nog vele andere evenementen op het gebied van duurzame energie, milieu en innovatie.

## Herstructurering
De uitvoeringsdiensten Octrooicentrum Nederland, EVD en SenterNovem vormden van 1 januari 2010 tot 1 januari 2014 één uitvoeringsagentschap van het ministerie van Economische Zaken onder de naam Agentschap NL.
Vanaf 2014 is Agentschap NL gefuseerd met Dienst Regelingen tot Rijksdienst voor Ondernemend Nederland.